# San Mateo (estación)
La estación intermedia San Mateo - Centro Comercial Unisur hace parte del sistema de transporte masivo de Bogotá, TransMilenio, inaugurado en el año 2000.

## Ubicación
La estación se encuentra ubicada en el sector central de Soacha, específicamente sobre la Autopista Sur con Calle 30 (límites con las comunas 3 La Despensa y 5 San Mateo). Atiende la demanda de los barrios San Mateo, Ciudad Verde, El Nogal, El Porvenir, Ciudadela Sucre y sus alrededores, por medio del servicio de buses del transporte público colectivo del municipio.

## Origen del nombre
La estación recibe el nombre en alusión directa al barrio homónimo, cercano a la estación. Sin embargo, en el marco del plan que tiene la empresa TransMilenio para buscar aliados comerciales, en mayo de 2023, al nombre de la estación se le añadió el texto «Centro Comercial Unisur» teniendo en cuenta la cercanía de este establecimiento comercial a la estación.

## Historia
La inauguración de la estación tuvo demoras debido al retraso de la construcción de la I Fase en Soacha. A ella se le integra el centro comercial Gran Plaza, cuya obra fue realizada por la Inmobiliaria ConConcreto S.A. El 28 de mayo de 2016 se inauguró el terminal de alimentadores construido en el costado norte de la Autopista Sur, conectado a la estación por un puente peatonal ampliando el número de accesos a la estación, además, se puso en funcionamiento el cicloparqueadero con 650 espacios disponibles. Ese mismo día, empezó a funcionar la ruta circular San Mateo que conecta esta estación directamente con el Portal Sur - JFK Cooperativa Financiera en Bogotá.
Durante el Paro nacional de 2021, la estación sufrió diversos ataques que afectaron de forma considerable las puertas de vidrio y demás infraestructura de la estación, razón por la cual se encontró inoperativa.

## Servicios de la estación

### Servicios troncales
| Tipo                                                          | Rutas al Norte | Rutas al Oriente | Rutas al Occidente |
| ------------------------------------------------------------- | -------------- | ---------------- | ------------------ |
| Expresos todos los días todo el día                           | E42            |                  | K43                |
| Expresos lunes a sábado todo el día                           |                | L41              |                    |
| Expresos lunes a viernes hora pico mañana y tarde             | G45            |                  |                    |
| Expresos sábados hora pico de la mañana y de la tarde         | B46            |                  |                    |
| Expresos sábados hora pico de la mañana                       | G45            |                  |                    |
| Rutas que finalizan el recorrido en la estación               |                |                  |                    |
| Expresos todos los días todo el día                           | G42 G43        | G42 G43          | G42 G43            |
| Expresos lunes a sábado todo el día                           | G41            | G41              | G41                |
| Expresos lunes a viernes hora pico de la mañana y de la tarde | G45            | G45              | G45                |
| Expresos sábados hora pico de la mañana y de la tarde         | G46            | G46              | G46                |
| Expresos sábados hora pico de la mañana                       | G45            | G45              | G45                |

### Esquema
| ← Norte           |         |       |        |                          |         |         |             |
| Calle 31          | K43     |       |        |                          | B46E42  | G45L41  | Calle 30    |
| Puente            | Vagón 3 |       | Puente |                          | Vagón 2 | Vagón 1 | Puente      |
| Calle 31          |         |       | Puente |                          |         |         | Puente      |
| Sur →             | Sur →   | Sur → | Puente | Sur →                    | Sur →   | Sur →   | Puente      |
|                   |         |       | Puente | Plataforma alimentadores |         |         | Puente      |
|                   |         |       |        |                          |         |         | Diagonal 30 |
| ← Llegada Urbanos |         |       |        |                          |         |         |             |

### Servicio urbano
Así mismo funciona la siguiente ruta urbana circular entre el Portal Sur - JFK Cooperativa Financiera y Soacha:
- CSM Circular a la estación San Mateo

## Ubicación geográfica
| Noroeste: Comuna 2 Soacha Central | Norte: Comuna 3 La Despensa | Nordeste: G Terreros - Hospital C.V. |
| Oeste: Comuna 2 Soacha Central    |                             | Este: H Portal Tunal                 |
| Suroeste: G Carrera 7 Soacha      | Sur: Comuna 5 San Mateo     | Sureste: Comuna 5 San Mateo          |